# Don't Let the Joneses Get You Down
Don't Let the Joneses Get You Down is een hitsingle uit 1969 van de Amerikaanse Motown-groep The Temptations. Het nummer is de eerste single afkomstig van het succesvolle album Puzzle People, dat later dat jaar uitgebracht zou worden. Don't Let the Joneses Get You Down is geschreven door Barrett Strong en Norman Whitfield, die ook het nummer produceerde.
Net als de voorgangers van Don't Let the Joneses Get You Down, Cloud Nine en Run Away Child, Running Wild, zingen alle leden van de groep lead in het nummer. De instrumentatie is, net zoals dat van vele Motown-nummers, verzorgd door The Funk Brothers. Het nummer begint met een piano-intro, ondersteund door een gitaar en drums. Na een halve minuut beginnen The Temptations met zingen. Tegelijkertijd verandert het tempo van gemiddeld in up-tempo.
Het onderwerp van Don't Let the Joneses Get You Down is dat je niet moet proberen even veel aan te schaffen, als je daar niet financieel toe in staat bent, als je buren ("The Joneses" in dit nummer) of andere kennissen. Verder vertelt het nummer dat de buren zelf waarschijnlijk ook geldproblemen hebben, maar zij weer geld uitgeven om hetzelfde te hebben als hun buren. Zo is het dus een vicieuze cirkel. Als laatste vertelt het nummer ook nog dat als je echt iets wilt kopen, je er beter eerst voor kan sparen, voordat je geld uitgeeft dat je eigenlijk niet hebt.
Don't Let the Joneses Get You Down was succesvol en behaalde dan ook de top 20 op de poplijst. Het haalde net niet de top van de R&B lijst, want het bleven hangen op de tweede plaats.

## Bezetting
- Lead: Dennis Edwards, Melvin Franklin, Eddie Kendricks, Paul Williams en Otis Williams
- Achtergrond: Eddie Kendricks, Otis Williams, Melvin Franklin, Paul Williams en Dennis Edwards
- Instrumentatie: The Funk Brothers
- Schrijvers: Norman Whitfield en Barrett Strong
- Productie: Norman Whitfield